# Mystischer Kopf: Exotischer Kopf
Mystischer Kopf: Exotischer Kopf ist der Titel eines Gemäldes des deutsch-russischen Künstlers Alexej Jawlensky, das er 1917 malte. 1954 wurde es von dem damaligen Museumsdirektor Clemens Weiler für das Museum Wiesbaden erworben. Es trägt die Inventar-Nummer M 688.

## Technik und Bildträger
Bei dem Bild Mystischer Kopf: Exotischer Kop“ handelt es sich um ein Ölgemälde auf leinenstrukturiertem Malpapier im Hochformat, 53,5 × 38,4 cm. Es ist im Bild unten links signiert „A. Jawlensky“ und datiert „17“, unten rechts ist es monogrammiert „A. J.“.
„Rückseitig farbig angelegtes Stilleben mit Fensterausblick (Variations-Motiv), darunter unten Mitte: Stempel des Künstlermagazins Zürich. […] Das auf der Rückseite erkennbare Stilleben (Abbildung S. 86) ist als Querformat angelegt. Rechts oben erscheinen wie in einem Fensterausblick Bäume und Büsche sowie ein Gartentor, ein Motiv, das auch in verschiedenen Variationen wie z. B. in ‚Großer Weg - Abend‘ auftaucht.“
Das Bild ist verzeichnet im „Katalog der Gemälde“ von Weiler von 1959, im „Catalogue Raisonné“ von 1991 des Jawlensky-Archivs und 1997 im Bestandskatalog des Museums Wiesbaden.

## Entstehung und Charakter
Im Jahre 1917 siedelte Jawlensky mit Werefkin, deren Köchin Helene
und Sohn Andreas von Saint-Prex nach Zürich über. Bezüglich seiner künstlerischen Arbeit berichtet er in seinen Lebenserinnerungen: „In Zürich malte ich meine sogenannten ‚mystischen Köpfe’.“ Weiler interpretierte: „Diese Stadt war damals der Mittelpunkt der Emigranten aus aller Welt. Jawlensky war beglückt, wieder große Ausstellungen sehen zu können, insbesondere solche von Renoir und Cézanne. Sacharoff mit seiner Frau, die inzwischen auch nach Zürich gezogen waren, gehörten zu seinem Freundeskreis. Die Münchner Tage schienen wiedergekommen zu sein. Neue Bekanntschaften wurden geschlossen mit Wilhelm Lehmbruck, Marie Laurencin und Paul Cassirer. Die junge amerikanische Tänzerin Anika Jan diente ihm häufig als Modell. Die bedeutendste Bekanntschaft aber war für Jawlensky die mit dem Komponisten Ferruccio Busoni, dessen Turandot er in München gesehen hatte, eine Aufführung, die ihn zu einem seiner stärksten Bilder des Jahres 1912 inspiriert hatte.“
„Obwohl er schon zuvor vereinzelt Mädchenköpfe gemalt hatte, greift Jawlensky dieses Thema in der an Begegnungen und Kontakten reichen Zeit in Zürich wieder mit verstärktem Interesse auf. Die Nähe zu den Köpfen der Vorkriegszeit zeigt sich sowohl in der starken Farbigkeit als auch in der kräftigen Konturierung, die den späteren Arbeiten fehlt. Auch das auffällige Haarband verleiht dem Kopf eine individuelle Note.“
„In der städtischen Umgebung mit seinen vielen Flüchtlingen und seinem vielfältigen kulturellen Leben, blühte Jawlensky wieder auf und ging mehrere Amouren ein. Unter diesen Bedingungen blühte seine künstlerische Kreativität auf. Bei seinen ‚mystischen Köpfen‘ handelt es sich in der Regel um Frauenköpfe. Mitunter zeichnen sie sich durch eine starke Farbigkeit aus, wie das Porträt ‚Galka‘. Oftmals sind sie mit starker Konturierung ausgestattet, wie z. B. der ‚Exotische Kopf‘. Bei den Farben behandelte er ‚Öl wie Aquarell‘ und griff somit auf die ‚Variationen‘ der vorausgegangenen Jahre zurück.
Schritt um Schritt näherte sich Jawlensky einer Kunst, von der Werefkin schon um 1900 behauptete: „Die Kunst der Zukunft ist die der emotionalen Kunst. Bis in unsere Tage hinein war die reine Kunst, die der naiv oder meisterhaft festgehaltenen Impression. Die Kunst der Zukunft ist die der Emotion.“ Jawlensky arbeitete zäh an der Aufgabe, seine Gefühlswelt mit Formen und Farben zu verbildlichen. Das menschliche Gesicht diente ihm nunmehr als Vorwand, „innerliche Verborgenheit“ darzustellen. Für diese Neufindung suchte Jawlensky ein geeignetes Motiv und wählte das ihm aus der russischen Ikonenmalerei geläufige menschliche Antlitz. Somit müssen die „mystischen Köpfe“ als Steigerung dessen betrachtet werden, was Jawlensky mit seinen „Variationen“ bereits erreicht hatte.